# Kurt Rechsteiner
Kurt Rechsteiner (nascido em 8 de janeiro de 1931) é um ex-ciclista de pista suíço. Competiu representando seu país, Suíça, na prova de velocidade nos Jogos Olímpicos de Verão de 1960 em Roma.